# Flugplatz Donaueschingen-Villingen

i7
i11
i13
Der Verkehrslandeplatz Donaueschingen-Villingen (ICAO-Code: EDTD) liegt nordöstlich der baden-württembergischen Stadt Donaueschingen.
Der Flugplatz wird von Hubschraubern der Bundespolizei, modernen Jets und Turboprops sowie von Segel-, Ultraleicht-, Motor- und Charterflugzeugen genutzt. Gleichzeitig dient er für Zollabfertigungen für Flüge beispielsweise aus der Schweiz. Träger des Flugplatzes sind die Städte Donaueschingen und Villingen-Schwenningen, die Landkreise Schwarzwald-Baar und Tuttlingen, die Industrie- und Handelskammer sowie der Fürstlich Fürstenbergischen Gesamtverwaltung.

## Zusammenfassung
Der Verkehrslandeplatz Donaueschingen-Villingen wurde 1959 beim Weiherhof an der Bundesstraße 27/33 eröffnet, wird von der Flugplatz Donaueschingen-Villingen GmbH betrieben und kommt auf rund 27.500 Starts und Landungen im Jahr. Im Jahr 1960 erhielt der Landeplatz die Genehmigung, als Zollflugplatz zu fungieren. In den Jahren 1982 bis 1984 wurde ein Sicherheitsausbau durchgeführt: Die Start- und Landebahn wurde um 400 m auf insgesamt 1290 m verlängert und von 20 m auf 30 m verbreitert und misst nun 1290 × 30 Meter (18/36). Im Jahr 2003 wurde der Instrumentenflugbetrieb eingeführt. Im Osten des Platzes befindet sich ein 1987 nach dort verlegtes Segelfluggelände mit befestigtem Seilweg und einer ca. 730 × 30 Meter (18/36) langen Graspiste, die vorwiegend von der Segelflugsparte der Luftsportvereinigung Schwarzwald-Baar genutzt wird. Für den Verkehrslandeplatz besteht eine Betriebspflicht. Geöffnet ist dieser daher von 6 Uhr UTC bis 18.30 Uhr UTC bzw. SS im Sommer, in der Winterzeit von 7 Uhr UTC bis Sonnenuntergang (SS).
Der Flugplatz kann von Flugzeugen bis zu 5,7 t Gewicht genutzt werden, bis zu 12 t sind PPR möglich.

## Angebot
Der Verkehrslandeplatz wird vorwiegend von der zivilen Luftfahrt genutzt. Es gibt eine Flug- und eine Hubschrauberschule.

### Charter
Verschiedene Charteranbieter mit Jets und Turboprops bieten ab Donaueschingen Charterflüge zu Zielen in ganz Europa an. Auch werden Hubschrauber Charter- und Rundflüge angeboten.

### Verein
Die Luftsportvereinigung Schwarzwald-Baar e. V. hat über 140 Mitglieder und unterhält ein Segelfluggelände, fünf Segelflugzeuge, ein Motorflugzeug, einen Motorsegler, drei Ultraleichtflugzeuge, zwei Flugzeughallen, Startgerät und ein Vereinsheim mit angrenzender Werkstatt.

## Technische Einrichtungen
Der Verkehrslandeplatz verfügt über eine Start-/Landebahn-, Anflug- und Rollwegbefeuerung. In Hauptlanderichtung 36 steht ein Instrumentenanflugverfahren auf Basis von GPS zur Verfügung. Zusätzlich ist eine Präzisions-Gleitwegbefeuerung (PAPI) installiert. Ebenfalls verfügbar ist eine Tankstelle, an welcher JET A1 und Avgas 100 LL erhältlich sind.